# لوله نسلر

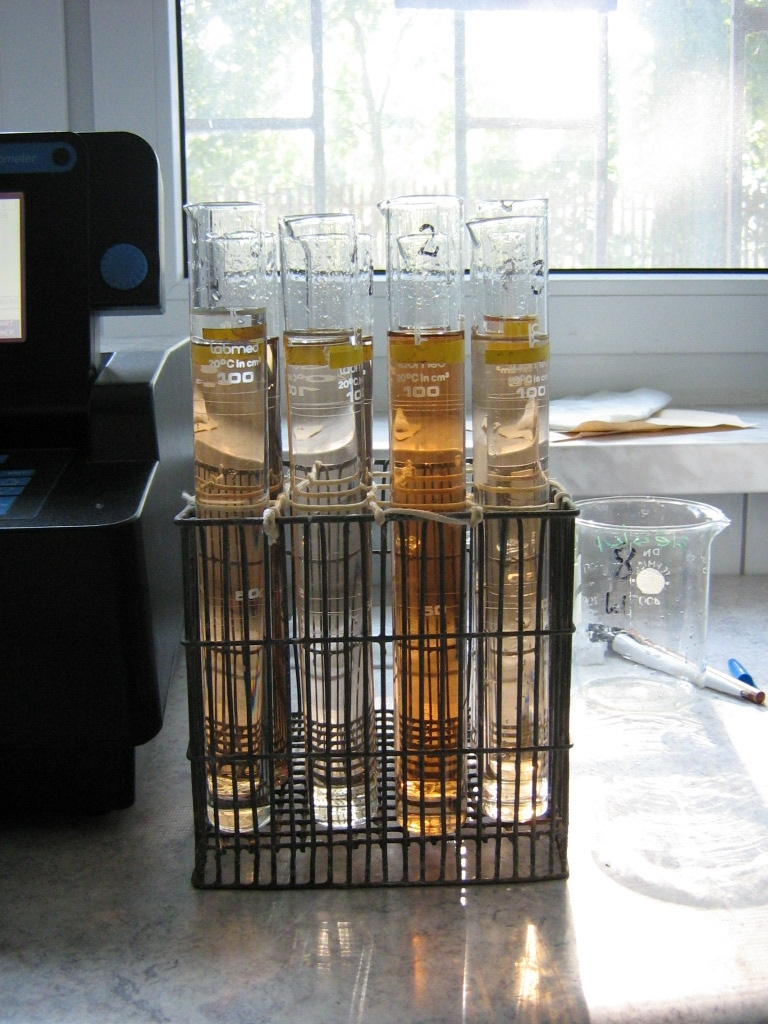
لوله نسلر

نسلر(به انگلیسی:Nessler Cylinder)در واقع نوعی لوله آزمایشگاهی است، که معمولاً کف آن تخت است. نسلر دارای اندازه و حجم‌های متفاوت است. معمولاً حجم‌های ۵۰و۱۰۰ سی سی کاربرد بیشتری دارند.

## کاربردها
یکی از موارد استفاده نسلر برای تشخیص بهتر رنگ سنجی بصورت بصری است.
نسلرها وسیله مناسبی برای اختلاط و واکنش مواد هستند.
از دیگر موارد استفاده این وسیله کاربردی انجام برخی آزمایش‌های تیتراسیون است.
برای مثال در آنالیز میزان اکتیواسیون شوینده‌ها که با روش تیتراسیون انجام می‌شود، از نسلر استفاده می‌شود. چون اختلاط به خوبی صورت می‌گیرد و تغیر رنگ به خوبی مشهود است. از لحاظ بصری بهتر می‌توان رنگ مورد نظر که در واقع نقطه پایانی واکنش است را تشخیص داد.

## روش استفاده
نسلر با گیره به پایه بورت وصل می‌شود. زیر آن استایرر قرار می‌گیرد برای چرخاندن مگنت‌هایی که در نسلر قرار گرفته‌است. بورت درون گیره و بالاسر نسلر وصل می‌شود.